# 실비우 룬그 주니어
실비우 룬그 주니어(루마니아어: Silviu Lung Junior, 1989년 6월 4일 ~ )는 알라에드 FC에서 골키퍼로 활약하고 있는 루마니아의 축구 선수이다.
루마니아 대표팀 소속으로 1990년 FIFA 월드컵에 출전했던 골키퍼 실비우 룬그의 아들이다.

## 수상
아스트라 지우르지우
- 리가 I (1): 2015–16
- 쿠파 루메네이 (1): 2013–14
- 수페르쿠파 루메네이 (1): 2014